# Galaliet

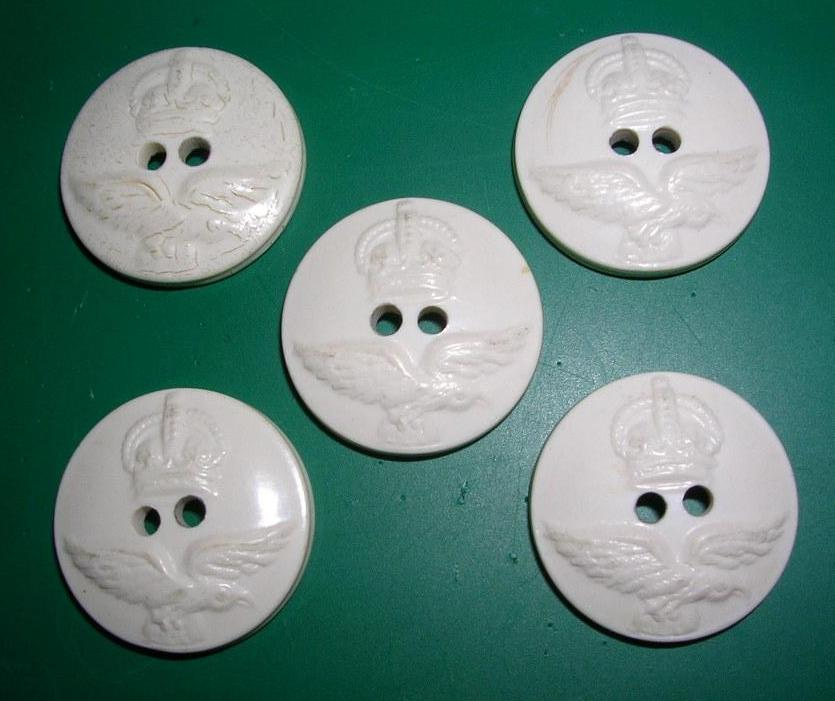
Knopen uit galaliet

Galaliet (ook: galactiet, melksteen of kunsthoorn) is een van de oudste semisynthetische kunststoffen. Galaliet kan hoorn vervangen bij de fabricage van kleine gebruiksvoorwerpen en sieraden.

## Geschiedenis
De Franse chemicus Jean-Jacques Trillat ontdekte in 1889 dat caseïne, indien behandeld met formaldehyde, een harde, doorschijnende stof doet ontstaan die onoplosbaar is en die eigenschappen heeft welke lijken op hoorn, ivoor en schildpad. In 1897 kreeg Wilhelm Krische, een drukker uit Hannover, de opdracht om een wit schoolbord te ontwerpen. Samen met de Oostenrijkse chemicus Adolph Spitteler ontwikkelde hij het materiaal verder maar slaagde er niet in om dit materiaal aan te wenden voor de door hem beoogde toepassing.
Het nieuwe materiaal werd in 1900 tentoongesteld op de Wereldtentoonstelling te Parijs. De Compagnie Française de Galalithe produceerde het in Levallois-Perret en het veroorzaakte een revolutie in de knopenindustrie, te beginnen in de Franse Jura.
In 1913 werd alleen in Duitsland al 13 miljoen liter melk gebruikt voor de productie van galaliet. In 1914 verkreeg het Britse Syrolit Ltd. de licentie, en veranderde haar naam in Erinoid Ltd.
Ook in Nederland werd de productie gestart. In Leeuwarden richtte Pier Jans Talsma in 1920 Casolith op (op een samentrekking van caseïne en 'galalith'). In de nabijheid van Friese zuivelfabrieken zoals Frico ontstond hiermee een van de eerste kunststofproduktiebedrijven in Nederland.
Sieraden uit galaliet speelden een belangrijke rol in de art-deco-stijl van omstreeks 1930. De wereldproductie bereikte een hoogte van 10.000 ton. Na de Tweede Wereldoorlog echter, werd de concurrentie van plastics op aardoliebasis steeds sterker voelbaar, en dergelijke materialen waren minder broos. Gedurende de jaren 60 van de 20e eeuw werd de productie stopgezet, het laatst in Brazilië.
Tegenwoordig staat galaliet echter weer in de belangstelling, daar de biologische afbreekbaarheid van deze kunststof voor een aantal toepassingen een gewenste eigenschap is.

## Toepassing
Galaliet moest worden bewerkt als hoorn. Het kon niet in vormen worden gegoten. Voordeel was dat het gemakkelijk te bewerken was. Bovendien kon het, door toevoeging van diverse kleurstoffen, tal van effecten vertonen dan wel nabootsen, zoals die van schildpad, ivoor, hoorn en hout. Dit maakte het geschikt voor toepassing in kleine gebruiksvoorwerpen. Naast knopen en sieraden betrof dit ook: haarkammen, paraplugrepen, pianotoetsen, pennen, knoppen voor elektrische apparaten en dergelijke.